# Microregione di Redenção
La Microregione di Redenção è una microregione dello Stato del Pará in Brasile, appartenente alla mesoregione di Sudeste Paraense.

## Comuni
Comprende 7 comuni:
- Pau d'Arco
- Piçarra
- Redenção
- Rio Maria
- São Geraldo do Araguaia
- Sapucaia
- Xinguara